# Ulutan Çayı
La rivière d’Ulutan (Ulutan Çayı) est le nom de la rivière turque émissaire du barrage de Kozlu dans la province de Zonguldak. Elle est aussi appelée Çatal Çayı. Au sortir du barrage, elle se jette dans la Mer Noire après un cours de moins de 8 km.